# The Centre of the Heart
"The Centre of the Heart" é uma canção da dupla sueca Roxette, lançada como primeiro single do álbum Room Service, de 2001. O single foi lançado comercialmente apenas na Europa, exceto no Reino Unido. Foi o terceiro single #1 do grupo na Suécia, onde permaneceu na primeira posição durante 4 semanas. Ele também foi um hit em outros países europeus.
A gravadora EMI não queria lançar "The Centre of the Heart", como lead single de Room Service, desejando lançar inicialmente "Milk and Toast and Honey", afirmando que o Roxette era mais conhecido pelas suas baladas. Assim, no final das contas, a EMI resolveu não apoiar ou promover o álbum. Ao perceberem que esse erro impediria o sucesso do álbum, tentou-se voltar, mas já era tarde demais. Isto explica porque o álbum não obteve vendas tão expressivas como se esperava.
A canção foi inicialmente considerado como o primeiro single do álbum Have A Nice Day, de 1999, mas acabou sendo retirada dele.
Mais tarde, um CD remix foi lançado para promover este single outro, muito parecido com os remixes dos singles de "Wish I Could Fly" e "Stars".

## Videoclipe
O vídeo foi dirigido por Jonas Åkerlund e foi gravado no hotel The Madonna Inn, na Califórnia. Foi o mais caro videoclipe produzido pelo Roxette. Nele, a dupla aparece cantando em um quarto no interior do The Madonna Inn.

## Faixas
CD
1. "The Centre of the Heart"
2. "Entering Your Heart"

Remix CD
1. "The Centre of the Heart" (Original Version)
2. "The Centre of the Heart" (Stonebridge Club Mix Edit)
3. "The Centre of the Heart" (Stonebridge Club Mix)
4. "The Centre of the Heart" (Yoga Remix)
5. "The Centre of the Heart" (Stonebridge Peak Hour Dub)
6. "The Centre of the Heart" (Stonebridge More Vox Dub)

## Desempenho nas paradas musicais
| Parada musical (2001) | Melhor posição | Certificados |
| --------------------- | -------------- | ------------ |
| Swedish Singles Chart | 1              | Platina      |